# Хотинский, Евгений Семёнович
Евгений Семёнович Хотинский (13 (25) декабря 1877, Санкт-Петербург, Российская империя — 30 июня 1959, Харьков, УССР, СССР) — украинский советский учёный, химик-органик, педагог, профессор  (1934), доктор химических наук (1936). Заслуженный деятель науки Украинской ССР (1949). Отличник народного образования УССР.

## Биография
В 1904 году окончил естественный факультет Женевского университета со степенью бакалавра физических и естественных наук, выполнил работу «Бромирование и восстановление пирролов», получил степень доктора физических наук (специальность — химия).
В 1904 вернулся в Россию. Работал химиком на содовом заводе в г. Славянске (1904), сахарном заводе в с. Головчино Курской губернии (1905). В 1906—1907 годах — в Женевском университете, ассистент (1906), приват-доцент (1907). В 1907 году совместно с Аме Пикте открыл ацетилнитрат.
Было трое детей: Елена (1907), Наталья (1905) и Павел (год не знаю).
Потерял один глаз во время пожара произошедшего во время опыта.
С 1909 года работал в Харьковском государственном университете, ассистент, приват-доцент (1911), старший ассистент (1915), адъюнкт-профессор (1920), с 1925 по 1941 год был первым заведующим кафедрой органической химии (по совместительству), руководителем Научно-исследовательской кафедры органической химии, заведующим лабораторией органического синтеза научно-исследовательского института химии при Харьковском государственном университете.
В годы Великой Отечественной войны — профессор Института рыбной промышленности в г. Астрахань (1942), заведующий кафедрой органической химии Объединённого украинского университета (1942—1944) в г. Кзыл-Орда (Казахстан), председатель Технического отдела Кзыл-Ордынского облплана (1943—1944), заведующий отделом Института органической химии при Харьковском государственном университете (1944—1950).
Похоронен на 2-м городском кладбище Харькова.

## Научная деятельность
Занимался научными исследованиями в области химии пиррола: добычей его из слизевоамонийной соли, восстановления, галогенирования и нитрования пиррола, изучения взаимодействия магний-органических соединений с эфирами ортокремниевой и борной кислот, химии отдельных компонентов фракций каменноугольной смолы — карбазола, фенантрена, флуорена, аценафтена. Разрабатывал методы анализа органических соединений.
Автор более 49 научных трудов, некоторые из них являются классическими в преподавании органической химии, 11 работ по истории науки, 60 учебников и пособий, 19 учебно-методических работ, 24 книг и 73 статей по научно-популярной тематике.
Осуществил четыре перевода фундаментальных научных трудов.
Автор учебников
- «Краткое руководство к практическим занятиям по химии для студентов-медиков» (1911, 1915),
- «Элементарный курс химии» на украинском (1926, 1928, 1929, 1930, 1931) и русском (1927, 1928, 1930) языках, один из них награждён первой премией Наркомпроса УССР (1929);
- «Учебник для старших классов школы» (1930—1934) выдержал несколько изданий на семи языках,
- «Химическая технология для профшкол»,
- «Курс органической химии» (1933), принят как основной учебник по органической химии в высших учебных заведениях СССР (перераб. и доп. изд. — Х.: Изд-во ХГУ, 1952. 691 с. 15000 экз.),
- «Стереохимия» (курс лекций, 1949).

## Награды
- Орден Ленина (1953)
- Заслуженный деятель науки Украинской ССР (1949)